# Wojna o Pierścień
Wojna o Pierścień – fikcyjny konflikt zbrojny ze stworzonej przez J.R.R. Tolkiena mitologii Śródziemia, opisany w powieści Władca Pierścieni.
Do wojny doprowadził władca Mordoru Sauron, który usiłował odzyskać Jedyny Pierścień i zniszczyć wszystkich przeciwników skupionych na zachodzie Śródziemia – siły elfów, ludzi, krasnoludów oraz hobbitów.
Główne bitwy wojny o Pierścień miały miejsce w 3019 roku Trzeciej Ery, choć do pierwszych potyczek dochodziło już w 3018 roku. Wojna objęła znaczny obszar Śródziemia (Gondor i państewka na południe od niego, Rohan, Isengard, Harad Bliski i Daleki, Khand, Khazad-dûm, Mordor, Shire, Rhovanion, Dale, Królestwo pod Górą, Rhûn, Rivendell i Lothlórien).

## Przebieg wojny

### Przygotowania
Pod koniec Trzeciej Ery Sauron po raz kolejny przybrał materialną postać i rozpoczął odbudowywanie armii w Mordorze. Jego celem było odzyskanie Jedynego Pierścienia, który utracił trzy tysiące lat wcześniej w trakcie wojny z Ostatnim Sojuszem. Pojawienie się Saurona wyczuł Saruman, który poprzez magiczny artefakt zwany palantírem zaczął kontaktować się z władcą Mordoru. Czarodziej uległ sile Saurona i na jego polecenie zebrał wielotysięczną armię Uruk-hai, orków i Dunlandczyków w Isengardzie. Siły te miały zostać użyte przeciwko Rohanowi.
W 3018 roku Trzeciej Ery armie Mordoru i Isengardu były gotowe do wojny. W tym samym czasie w Rivendell po raz pierwszy zebrała się dziewięcioosobowa Drużyna Pierścienia. Jej zadaniem było dotarcie do Góry Przeznaczenia w Mordorze i zniszczenie Jedynego Pierścienia.

### Atak Isengardu na Rohan
Pierwszym etapem wojny były działania zbrojne Isengardu przeciwko królestwu Rohanu. 25 lutego 3019 roku doszło do pierwszej bitwy u brodów na Isenie, w której wojska Isengardu zostały odparte. 2 marca 3019 roku siły Sarumana przypuściły drugi atak na brody i tym razem pokonały wojska Rohanu. Król Théoden wycofał się wraz z większością swych sił do Rogatego Grodu i tam oczekiwał głównej armii Isengardu. Saruman wysłał 10 000 Uruków i orków, którzy mieli zdobyć Gród i zabić wszystkich obrońców. W dniach 3–4 marca 3019 roku miała miejsce bitwa o Rogaty Gród. Pomimo przewagi liczebnej, wojska Sarumana zostały pokonane przez połączone siły ludzi i huornów.
Niedługo później grupa entów zaatakowała Isengard i zniszczyła resztki sił Sarumana. Czarodziej przeżył, ale został uwięziony w swojej wieży.

### Atak Mordoru na Gondor
Do pierwszych starć między orkami z Mordoru a siłami Gondorczyków doszło już w czerwcu 3018 roku w czasie pierwszej bitwy o Osgiliath. W marcu 3019 roku potężna armia Saurona obległa stolicę Gondoru – twierdzę Minas Tirith. Z pomocą Gondorowi przybyło 6 000 jeźdźców z Rohanu i sprowadzeni przez Aragorna członkowie szarej drużyny razem z żołnierzami południowych lenn Gondoru. 15 marca 3019 roku doszło do największego starcia tej wojny, które przeszło do historii jako bitwa na polach Pelennoru. W walce zginęli m.in. król Théoden i Czarnoksiężnik z Angmaru. Ostatecznie wojska Saurona zostały pokonane, a połączone armie ludzi zaczęły szykować się do ataku na Mordor.

### Walki na Północy
Przed wybuchem wojny Sauron podzielił swoją armię na dwie grupy. Pierwsza została wysłana przeciwko Gondorowi. W tym samym czasie wojska zebrane w Dol Guldur na Północy Śródziemia zaatakowały Lothlórien. W marcu 3019 roku doszło do kilku bitew między orkami a elfami i entami. Wojska z Dol Guldur doznały w tych starciach porażek. Nie był to jednak koniec walk na Północy, bowiem sojusznicy Saurona ze Wschodu zaatakowali ludzi z Dale i krasnoludów spod Samotnej Góry. W dniach 15–17 marca 3019 roku toczyła się zażarta bitwa o Dale. W walce polegli królowie ludzi i krasnoludów – Brand i Dáin II Żelazna Stopa. Wojska Saurona zwyciężyły w polu, ale nie były w stanie zdobyć Samotnej Góry.

### Upadek Mordoru
Pozostali przy życiu żołnierze Gondoru i Rohanu (ok. 6000 ludzi) pomaszerowali pod Czarną Bramę, gdzie napotkali kolejną armię Saurona (kilkadziesiąt tysięcy orków). W bitwie pod Morannonem wojska sprzymierzonych były bliskie klęski, ale w tym samym momencie Frodo Baggins dotarł do Góry Przeznaczenia i z pomocą Sama zniszczył Jedyny Pierścień. Wydarzenie to miało katastrofalne skutki dla Mordoru – ziemia się rozstąpiła i pochłonęła twierdzę Barad-dûr oraz większość orków. Sauron utracił swoją materialną postać i zniknął ze Śródziemia.
Pozbawione wodza armie Mordoru nie były w stanie skutecznie walczyć. W rezultacie bitwa pod Morannonem zakończyła się zwycięstwem wojsk ludzi, a obrońcy spod Samotnej Góry poszli do kontrataku i odzyskali swoje królestwa. Niedługo później padła twierdza Dol Guldur.

### Bitwa Nad Wodą
Ostatnim epizodem wojny o Pierścień była stoczona 3 listopada 3019 roku bitwa Nad Wodą w Shire między hobbitami a grupą bandytów na usługach Sarumana. W walce wzięło udział ok. 300 hobbitów i ponad 100 sług Sarumana. Potyczka zakończyła się zwycięstwem mieszkańców Shire. Niedługo później Saruman zginął z rąk swego sługi Grímy, co było ostatnim ważnym wydarzeniem wojny o Pierścień.

## Wojna o Pierścień w filmach i grach
Główne bitwy wojny o Pierścień zostały przedstawione w filmowej trylogii Władca Pierścieni w reżyserii Petera Jacksona. Wojna ta jest też motywem wielu gier komputerowych (m.in. Władca Pierścieni: Bitwa o Śródziemie, Władca Pierścieni: Bitwa o Śródziemie II oraz Władca Pierścieni: Wojna na Północy) oraz gry planszowej Wojna o Pierścień.